# Chaerephon ansorgei
Chaerephon ansorgei е вид прилеп от семейство Булдогови прилепи (Molossidae). Видът не е застрашен от изчезване.

## Разпространение и местообитание
Разпространен е в Ангола, Демократична република Конго, Етиопия, Зимбабве, Камерун, Кот д'Ивоар, Южен Судан и Южна Африка.
Обитава скалисти райони, гористи местности, пещери и савани в райони с тропически и субтропичен климат, при средна месечна температура около 22,7 градуса.

## Описание
Популацията на вида е стабилна.